# فيستوس (اليونان)
فيستوس (بالإغريقية الحديثة: Φαιστός، تُنطق [feˈstos]؛ بالإغريقية القديمة: Φαιστός، تُنطق [pʰai̯stós]؛ بالكتابة الخطية ب: 𐀞𐀂𐀵 Pa-i-to؛ بالكتابة الخطية أ: 𐘂𐘚𐘄 Pa-i-to)، وتُعرف أيضًا بأسماء فايستوس، فيستوس، أو باللاتينية فايستوس، هي موقع أثري من العصر البرونزي يقع في بلدية فايتوس الحديثة، في وسط جنوب جزيرة كريت.
يشتهر الموقع ببقايا قصر مينوسي والمدينة المحيطة به، ويُعد من أهم المواقع المينوسية بعد كنوسوس.

## التاريخ
كان فيستوس مأهولًا منذ العصر الحجري الحديث، وبلغ ذروته خلال العصر البرونزي، حيث بُني القصر المينوسي الكبير، الذي يُعتقد أنه أُنشئ في وقتٍ مماثل لقصر كنوسوس. يُظهر الموقع دليلاً على وجود حضارة متطورة بنظام معقد من البنية المعمارية والتخطيط العمراني.

## القصر
يتضمن الموقع بقايا قصر مينوسي ضخم تم بناؤه في بداية الألفية الثانية قبل الميلاد، وقد دُمّر وأُعيد بناؤه عدة مرات بسبب الزلازل أو أسباب أخرى. يمتاز القصر بوجود فناء مركزي، وأجنحة متعددة الاستخدامات، ومخازن، وأدلة على وجود أنظمة صرف صحي متقدمة.

## قرص فيستوس
أحد أشهر الاكتشافات في هذا الموقع هو قرص فيستوس، وهو قرص طيني عليه نقوش غير مفهومة حتى الآن، كُتبت باستخدام رموز فريدة يُعتقد أنها شكل من أشكال الكتابة المينوسية.

## الحفريات
بدأت الحفريات الأثرية في فيستوس في أوائل القرن العشرين بقيادة عالم الآثار الإيطالي لويجي بيرنييه، وما تزال البعثات الأثرية مستمرة حتى اليوم.